# InterCity (Ausztria)
Az ÖBB InterCity vonatok (röviden ÖBB IC, jelenlegi írásmóddal Intercity) Ausztriában az Osztrák Szövetségi Vasutak (ÖBB) nemzeti fővonali minőségi vonatjáratai, amelyek rövid menetidővel közlekednek a nagyvárosok és a fontos turisztikai célpontok között.
Az Ausztriát a szomszédos országokkal összekötő, de étkezőkocsival nem rendelkező vonatokat szintén InterCitynek (rövidítve: IC) nevezik. Ezen kívül a Deutsche Bahn Intercity vonatai Salzburg Hauptbahnhof pályaudvarról indulnak vagy ott végződnek, amelyek a tarifa szempontjából német belföldi járatoknak számítanak.

## Története
Az InterCity vonattípust 1991-ben vezették be Ausztriában a Neu Austro-Takt (NAT) vonatokkal, amely számos útvonalon óránkénti járatsűrűséget hozott az EuroCity (EC) vonatoktól a gyorsvonatokig. Ezen kívül bevezették az új vonatkategóriát, a SuperCity-t (SC), mint országos vonatot, kevés megállóval. Ezt 1996-ban megszüntették; a magas minőségű belföldi távolsági vonatokat 2011-ig EuroCitynek, 2003-tól 2013-ig pedig ÖBB-InterCitynek nevezték. Ausztriában 2008 decembere óta új vonattípus létezik a magas minőségű távolsági vonatok számára, a Railjet.

## Szolgáltatás és kényelem
Az Intercity vonatokon külön női fülke van az egyedül utazó nők számára, és szoptatófülke is van a gyermeküket zavartalanul szoptatni kívánó anyák számára. Az 1. osztályon utazók ingyenesen kapnak egy napilapot, a vasút saját sajtótermékét.
Az EuroCity vonatokkal ellentétben az InterCity vonatokon általában nincs étkezőkocsi. Kivételt képeznek az IC 894/895 vonatpárok Salzburg Hbf és Klagenfurt Hauptbahnhof között (ÖBB-EuroCity kocsikkal EC 112/113-tól), az IC 718/719 Ennstal vonatpár Graz Hauptbahnhof és Salzburg Hbf között (DB-EuroCity kocsikkal EC 216/217-től) és az IC 533/632 Lienzer Dolomiten vonatpár Wien Hbf és Lienz között.

## Gördülőállomány
Többnyire mozdonyvontatású vonatok közlekednek modernizált Eurofima kocsikkal. A 2. osztály a Bmpz 70 vagy Bmpz 73 sorozatú termes kocsikból áll, meghosszabbított előcsarnokkal a csomagok és kerékpárok számára, valamint Bmz 61 sorozatú fülkés kocsikból, az első osztály többnyire ADbmpsz 73 sorozatú termes kocsiból áll csomagtérrel, hosszabb vonatokon Amz 73 sorozatú fülkés kocsit is használnak. A Graz-Linz, Salzburg és Innsbruck vonalakon Bmpz-s 50 sorozatú vezérlőkocsikat is használnak. A vezérlőkocsik kivételével minden kocsi légkondicionált. Egyes vonatok külföldi kocsikkal közlekednek közbenső használatban: Az IC 718/719 DB Fernverkehr kocsikból, az IC 533/632 részben MÁV-START kocsikból áll. 2008 végéig ÖBB 4010 sorozatú motorvonatok is közlekedtek. 2020 óta az IC 94/95-ös járatot a DB Fernverkehr átszállásmentes közvetlen járatként üzemelteti Schärding és Bécs között a korábban a WESTbahn GmbH által Salzburg és Bécs között üzemeltetett Stadler KISS emeletes motorvonatokkal.

## InterCity vonatok 2015-ben
| Vonatszám            | Útvonal |
| -------------------- | --- |
| IC 118               | Innsbruck Hauptbahnhof (09:02) – Münster (Westf) Hauptbahnhof (20:29)                                       |
| IC 119               | Münster (Westf) Hauptbahnhof (07:27) – Innsbruck Hauptbahnhof (19:01)                                       |
| IC 502               | Graz Hauptbahnhof (07:45) – Linz Hauptbahnhof (10:47)                                                       |
| IC 503               | Linz Hauptbahnhof (09:14) – Graz Hauptbahnhof (12:14)                                                       |
| IC 512               | Graz Hauptbahnhof (07:45) – Salzburg Hauptbahnhof (11:44)                                                   |
| IC 513               | Salzburg Hauptbahnhof (08:15) – Graz Hauptbahnhof (12:14)                                                   |
| IC 515               | Innsbruck Hauptbahnhof (08:24) – Graz Hauptbahnhof (14:14)                                                  |
| IC 518               | Graz Hauptbahnhof (13:45) – Innsbruck Hauptbahnhof (19:36)                                                  |
| IC 540               | Wien Westbf (05:56) – Salzburg Hauptbahnhof (08:48)                                                         |
| IC 541               | Salzburg Hauptbahnhof (05:12) – Wien Westbf (08:04)                                                         |
| IC 542               | Wien Westbf (06:56) – Salzburg Hauptbahnhof (09:48) (Sa, So und Feiertage – Innsbruck Hauptbahnhof (13:36)) |
| IC 543               | Salzburg Hauptbahnhof (06:12) – Wien Westbf (09:04)                                                         |
| IC 545               | Salzburg Hauptbahnhof (07:12) – Wien Westbf (10:04)                                                         |
| IC 547               | (REX 1501 Saalfelden (05:55) –) Salzburg Hauptbahnhof (08:12) – Wien Westbf (11:04)                         |
| IC 548               | Wien Westbf (09:56) – Salzburg Hauptbahnhof (12:48)                                                         |
| IC 549               | Salzburg Hauptbahnhof (09:12) – Wien Westbf (12:04)                                                         |
| IC 590               | Salzburg Hauptbahnhof (06:12) – Klagenfurt Hauptbahnhof (09:12)                                             |
| IC 591               | Villach Hauptbahnhof (15:16) – Salzburg Hauptbahnhof (17:48)                                                |
| IC 592               | Salzburg Hauptbahnhof (08:12) – Klagenfurt Hauptbahnhof (11:12)                                             |
| IC 593               | Klagenfurt Hauptbahnhof (18:45) – Salzburg Hauptbahnhof (21:48)                                             |
| IC 600               | Graz Hauptbahnhof (15:45) – Linz Hauptbahnhof (18:47)                                                       |
| IC 601               | Linz Hauptbahnhof (17:14) – Graz Hauptbahnhof (20:14)                                                       |
| IC 610               | Graz Hauptbahnhof (15:45) – Salzburg Hauptbahnhof (19:44)                                                   |
| IC 611               | Salzburg Hauptbahnhof (16:15) – Graz Hauptbahnhof (20:14)                                                   |
| IC 640               | Wien Westbf (10:56) – Salzburg Hauptbahnhof (13:48)                                                         |
| IC 642               | Wien Westbf (11:56) – Salzburg Hauptbahnhof (14:48)                                                         |
| IC 643               | Salzburg Hauptbahnhof (11:12) – Wien Westbf (14:04)                                                         |
| IC 644               | Wien Westbf (12:56) – Salzburg Hauptbahnhof (15:48)                                                         |
| IC 645               | Salzburg Hauptbahnhof (12:12) – Wien Westbf (15:04)                                                         |
| IC 646               | Wien Westbf (13:56) – Salzburg Hauptbahnhof (16:48)                                                         |
| IC 649               | Salzburg Hauptbahnhof (14:12) – Wien Westbf (17:04)                                                         |
| IC 662               | Wien Westbf (07:56) – Bregenz (15:47)                                                                       |
| IC 690               | Wien Westbf (08:56) – Villach Hauptbahnhof (14:43)                                                          |
| IC 691               | Klagenfurt Hauptbahnhof (12:45) – Wien Westbf (19:04)                                                       |
| IC 692               | Wien Westbf (14:56) – Klagenfurt Hauptbahnhof (21:15)                                                       |
| IC 693               | Klagenfurt Hauptbahnhof (06:45) – Wien Westbf (13:04)                                                       |
| IC 718               | Graz Hauptbahnhof (17:45) – Salzburg Hauptbahnhof (21:44)                                                   |
| IC 719               | Salzburg Hauptbahnhof (06:15) – Graz Hauptbahnhof (10:14)                                                   |
| IC 740               | Wien Westbf (15:56) – Salzburg Hauptbahnhof (18:48)                                                         |
| IC 741               | Salzburg Hauptbahnhof (15:12) – Wien Westbf (18:04)                                                         |
| IC 742               | Wien Westbf (16:56) – Salzburg Hauptbahnhof (19:48)                                                         |
| IC 744               | Wien Westbf (17:56) – Salzburg Hauptbahnhof (20:48)                                                         |
| IC 745               | Salzburg Hauptbahnhof (17:12) – Wien Westbf (20:04)                                                         |
| IC 746               | Wien Westbf (18:56) – Salzburg Hauptbahnhof (21:48) (– REX 1516 Saalfelden)                                 |
| IC 747               | Salzburg Hauptbahnhof (18:12) – Wien Westbf (21:04)                                                         |
| IC 748               | Wien Westbf (19:56) – Salzburg Hauptbahnhof (22:48)                                                         |
| IC 749               | Salzburg Hauptbahnhof (19:12) – Wien Westbf (22:04)                                                         |
| IC 790               | Villach Hauptbahnhof (14:46) – Klagenfurt Hauptbahnhof (15:13)                                              |
| IC 791               | Klagenfurt Hauptbahnhof (14:45) – Villach Hauptbahnhof (15:13)                                              |
| IC 820               | Wien Westbf (21:56) – Linz Hauptbahnhof (23:30)                                                             |
| IC 821               | Linz Hauptbahnhof (05:30) – Wien Westbf (07:04)                                                             |
| IC 823               | Linz Hauptbahnhof (06:06) – Wien Westbf (07:38)                                                             |
| IC 829               | (REX 3427 Stainach-Irdning (15:40) –) Attnang-Puchheim (17:54) – Wien Westbf (19:52)                        |
| IC 840               | Wien Westbf (20:56) – Salzburg Hauptbahnhof (23:48)                                                         |
| IC 841               | Salzburg Hauptbahnhof (20:12) – Wien Westbf (23:04)                                                         |
| IC 843               | Wien Westbf (21:12) – Linz Hauptbahnhof (22:27)                                                             |
| IC 865               | Bregenz (08:10) – Wien Westbf (16:04)                                                                       |
| IC 1196              | Salzburg Hauptbahnhof (05:39) – Frankfurt (Main) Hauptbahnhof (11:40)                                       |
| IC 1216              | Salzburg Hauptbahnhof (06:43) – Berlin Südkreuz (20:02)                                                     |
| IC 1268              | Salzburg Hauptbahnhof (06:43) – Karlsruhe Hauptbahnhof (11:53)                                              |
| IC 1269              | Karlsruhe Hauptbahnhof (16:05) – Salzburg Hauptbahnhof (20:59)                                              |
| IC 1280 Großglockner | Zell am See (08:39) – München Hauptbahnhof (11:35)                                                          |
| IC 1281 Großglockner | München Hauptbahnhof (15:21) – Schwarzach-St. Veit (18:54)                                                  |
| IC 1282              | Innsbruck Hauptbahnhof (14:54) – München Hauptbahnhof (16:44)                                               |
| IC 1283              | München Hauptbahnhof (12:34) – Innsbruck Hauptbahnhof (14:36)                                               |
| IC 1284 Großglockner | Schwarzach-St. Veit (10:05) – Flensburg (22:26)                                                             |
| IC 1285 Großglockner | München Hauptbahnhof (04:56) – Zell am See (08:19)                                                          |
| IC 1286              | Innsbruck Hauptbahnhof (11:38) – München Hauptbahnhof (13:45)                                               |
| IC 1287              | München Hauptbahnhof (14:40) – Innsbruck (16:40)                                                            |
| IC 1290              | München Hauptbahnhof (14:04) – Zürich HB (18:44)                                                            |
| IC 1291              | Zürich HB (15:16) – München Hauptbahnhof (19:55)                                                            |
| IC 1296              | Salzburg Hauptbahnhof (05:45) – Frankfurt (Main) Hauptbahnhof (11:40)                                       |
| IC 60418             | Innsbruck Hauptbahnhof (20:08) – Stuttgart Hauptbahnhof (01:16)                                             |
| IC 60419             | Stuttgart Hauptbahnhof (04:35) – Innsbruck Hauptbahnhof (09:42)                                             |

 = Vonat étkezőkocsival vagy bisztrókocsival

## InterCity vonatok 2016-ban
| Zugnummer            | Zuglauf |
| -------------------- | --- |
| IC 118               | Innsbruck Hauptbahnhof (09:02) – Münster (Westf) Hauptbahnhof (20:29)                                                                     |
| IC 119               | Münster (Westf) Hauptbahnhof (07:27) – Innsbruck Hauptbahnhof (19:01)                                                                     |
| IC 502               | Graz Hauptbahnhof (07:45) – Linz Hauptbahnhof (10:47)                                                                                     |
| IC 503               | Linz Hauptbahnhof (09:14) – Graz Hauptbahnhof (12:14)                                                                                     |
| IC 512               | Graz Hauptbahnhof (07:45) – Salzburg Hauptbahnhof (11:44)                                                                                 |
| IC 513               | Salzburg Hauptbahnhof (08:15) – Graz Hauptbahnhof (12:14)                                                                                 |
| IC 515               | Innsbruck Hauptbahnhof (08:24) – Graz Hauptbahnhof (14:14)                                                                                |
| IC 518               | Graz Hauptbahnhof (13:45) – Innsbruck Hauptbahnhof (19:36)                                                                                |
| IC 540               | Wien Hauptbahnhof (05:55) – Salzburg Hauptbahnhof (08:48)                                                                                 |
| IC 541               | Salzburg Hauptbahnhof (05:12) – Flughafen Wien (08:27)                                                                                    |
| IC 542               | Flughafen Wien (06:33) – Salzburg Hauptbahnhof (09:48) (szombat, vasárnap és szabadnap – Innsbruck Hauptbahnhof (13:36))                  |
| IC 543               | Salzburg Hauptbahnhof (06:12) – Flughafen Wien (09:27)                                                                                    |
| IC 545               | Salzburg Hauptbahnhof (07:12) – Flughafen Wien (10:27)                                                                                    |
| IC 547               | (REX 1501 Saalfelden (05:55) –) Salzburg Hauptbahnhof (08:12) – Flughafen Wien (11:27)                                                    |
| IC 548               | Flughafen Wien (09:33) – Salzburg Hauptbahnhof (12:48)                                                                                    |
| IC 549               | Salzburg Hauptbahnhof (09:12) – Flughafen Wien (12:27)                                                                                    |
| IC 590               | Salzburg Hauptbahnhof (06:12) – Klagenfurt Hauptbahnhof (09:12)                                                                           |
| IC 591               | Villach Hauptbahnhof (15:16) – Salzburg Hauptbahnhof (17:48)                                                                              |
| IC 592               | Salzburg Hauptbahnhof (08:12) – Klagenfurt Hauptbahnhof (11:12)                                                                           |
| IC 593               | Klagenfurt Hauptbahnhof (18:45) – Salzburg Hauptbahnhof (21:48)                                                                           |
| IC 600               | Graz Hauptbahnhof (15:45) – Linz Hauptbahnhof (18:47)                                                                                     |
| IC 601               | Linz Hauptbahnhof (17:14) – Graz Hauptbahnhof (20:14)                                                                                     |
| IC 610               | Graz Hauptbahnhof (15:45) – Salzburg Hauptbahnhof (19:44)                                                                                 |
| IC 611               | Salzburg Hauptbahnhof (16:15) – Graz Hauptbahnhof (20:14)                                                                                 |
| IC 640               | Flughafen Wien (10:33) – Salzburg Hauptbahnhof (13:48)                                                                                    |
| IC 642               | Flughafen Wien (11:33) – Salzburg Hauptbahnhof (14:48)                                                                                    |
| IC 643               | Salzburg Hauptbahnhof (11:12) – Flughafen Wien (14:27)                                                                                    |
| IC 644               | Flughafen Wien (12:33) – Salzburg Hauptbahnhof (15:48)                                                                                    |
| IC 645               | Salzburg Hauptbahnhof (12:12) – Flughafen Wien (15:27)                                                                                    |
| IC 646               | Flughafen Wien (13:33) – Salzburg Hauptbahnhof (16:48)                                                                                    |
| IC 649               | Salzburg Hauptbahnhof (14:12) – Wien Hauptbahnhof (17:05)                                                                                 |
| IC 662               | Flughafen Wien (07:33) – Bregenz (15:47)                                                                                                  |
| IC 690               | Flughafen Wien (08:33) – Villach Hauptbahnhof (14:43)                                                                                     |
| IC 691               | Klagenfurt Hauptbahnhof (12:45) – Flughafen Wien (19:27)                                                                                  |
| IC 692               | Flughafen Wien (14:33) – Klagenfurt Hauptbahnhof (21:15)                                                                                  |
| IC 693               | Klagenfurt Hauptbahnhof (06:45) – Flughafen Wien (13:27)                                                                                  |
| IC 718               | Graz Hauptbahnhof (17:45) – Salzburg Hauptbahnhof (21:44)                                                                                 |
| IC 719               | Salzburg Hauptbahnhof (06:15) – Graz Hauptbahnhof (10:14)                                                                                 |
| IC 720               | Wien Hauptbahnhof (10:15) – Attnang-Puchheim (12:03) (– REX 3416 Stainach-Irdning (14:15))                                                |
| IC 721               | (REX 3427 Stainach-Irdning (15:40) –) Attnang-Puchheim (17:55) – Wien Hauptbahnhof (19:46)                                                |
| IC 722               | Wien Hauptbahnhof (15:50) – Linz Hauptbahnhof (17:15)                                                                                     |
| IC 740               | Flughafen Wien (15:33) – Salzburg Hauptbahnhof (18:48)                                                                                    |
| IC 741               | Salzburg Hauptbahnhof (15:12) – Flughafen Wien (18:27)                                                                                    |
| IC 742               | Wien Hauptbahnhof (16:55) – Salzburg Hauptbahnhof (19:48)                                                                                 |
| IC 744               | Wien Hauptbahnhof (17:55) – Salzburg Hauptbahnhof (20:48)                                                                                 |
| IC 745               | Salzburg Hauptbahnhof (17:12) – Flughafen Wien (20:27)                                                                                    |
| IC 746               | Flughafen Wien (18:33) – Salzburg Hauptbahnhof (21:48) (– REX 1516 Saalfelden (00:01))                                                    |
| IC 747               | (Sa Innsbruck Hauptbahnhof (14:24) –) Salzburg Hauptbahnhof (18:12) – Flughafen Wien (21:27) (vasárnap és szabadnap Wien Hauptbahnhof-ig) |
| IC 748               | Flughafen Wien (19:33) – Salzburg Hauptbahnhof (22:48)                                                                                    |
| IC 749               | Salzburg Hauptbahnhof (19:12) – Flughafen Wien (22:27)                                                                                    |
| IC 790               | Villach Hauptbahnhof (14:46) – Klagenfurt Hauptbahnhof (15:13)                                                                            |
| IC 791               | Klagenfurt Hauptbahnhof (14:45) – Villach Hauptbahnhof (15:13)                                                                            |
| IC 820               | Flughafen Wien (21:33) – Linz Hauptbahnhof (23:30)                                                                                        |
| IC 821               | Linz Hauptbahnhof (05:30) – Flughafen Wien (07:27)                                                                                        |
| IC 822               | Flughafen Wien (22:33) – Wien Hauptbahnhof (22:48)                                                                                        |
| IC 823               | Linz Hauptbahnhof (06:05) – Wien Hauptbahnhof (07:30)                                                                                     |
| IC 825               | Wien Hauptbahnhof (06:11) – Flughafen Wien (06:27)                                                                                        |
| IC 840               | Flughafen Wien (20:33) – Salzburg Hauptbahnhof (23:48)                                                                                    |
| IC 841               | Salzburg Hauptbahnhof (20:12) – Wien Hauptbahnhof (23:05)                                                                                 |
| IC 843               | Wien Westbf (21:12) – Linz Hauptbahnhof (22:28)                                                                                           |
| IC 865               | Bregenz (08:10) – Wien Hauptbahnhof (16:05)                                                                                               |
| IC 1216              | Salzburg Hauptbahnhof (06:43) – Berlin Ostbf (20:08)                                                                                      |
| IC 1268              | Salzburg Hauptbahnhof (06:43) – Karlsruhe Hauptbahnhof (11:53)                                                                            |
| IC 1269              | Karlsruhe Hauptbahnhof (16:05) – Salzburg Hauptbahnhof (20:59)                                                                            |
| IC 1280 Großglockner | Zell am See (08:39) – München Hauptbahnhof (11:35)                                                                                        |
| IC 1281 Großglockner | München Hauptbahnhof (15:21) – Schwarzach-St. Veit (18:54)                                                                                |
| IC 1282              | Innsbruck Hauptbahnhof (14:54) – München Hauptbahnhof (16:44)                                                                             |
| IC 1283              | München Hauptbahnhof (12:34) – Innsbruck Hauptbahnhof (14:36)                                                                             |
| IC 1284 Großglockner | Schwarzach-St. Veit (10:05) – Flensburg (22:33)                                                                                           |
| IC 1285              | München Hauptbahnhof (04:55) – Zell am See (08:19)                                                                                        |
| IC 1286              | Innsbruck Hauptbahnhof (11:38) – München Hauptbahnhof (13:44)                                                                             |
| IC 1287              | München Hauptbahnhof (14:40) – Innsbruck (16:40)                                                                                          |
| IC 1296              | Salzburg Hauptbahnhof (05:45) – Frankfurt (Main) Hauptbahnhof (11:40)                                                                     |
| IC 15502             | Kirchdorf an der Krems (10:11) – Linz Hauptbahnhof (10:47)                                                                                |
| IC 15503             | Linz Hauptbahnhof (09:14) – Kirchdorf an der Krems (09:48)                                                                                |
| IC 15600             | Kirchdorf an der Krems (18:11) – Linz Hauptbahnhof (18:47)                                                                                |
| IC 15601             | Linz Hauptbahnhof (17:14) – Kirchdorf an der Krems (17:49)                                                                                |
| IC 60418             | Innsbruck Hauptbahnhof (20:08) – Amsterdam Centraal (09:34)                                                                               |
| IC 60419             | Amsterdam Centraal (20:31) – Innsbruck Hauptbahnhof (09:42)                                                                               |
| IC 61418             | Innsbruck Hauptbahnhof (20:08) – Hamburg Altona (08:53)                                                                                   |
| IC 61479             | Hamburg Altona (20:14) – Innsbruck Hauptbahnhof (09:47)                                                                                   |

 = Vonat étkezőkocsival vagy bisztrókocsival